# Die Große Entscheidungsshow 2018
L'ottava edizione del Die Große Entscheidungsshow si è tenuta il 4 febbraio 2018 presso gli studi televisivi di SRF a Zurigo e ha selezionato il rappresentante della Svizzera all'Eurovision Song Contest 2018 di Lisbona.
I vincitori sono stati gli Zibbz con Stones.

## Organizzazione
Il 30 giugno 2017 l'emittente svizzera SRG SSR ha confermato la 58ª partecipazione della Svizzera all'Eurovision Song Contest, rivelando inoltre che come negli 8 anni precedenti si sarebbe tenuta una selezione nazionale.
Dal 1º al 22 settembre 2017 gli aspiranti partecipanti hanno potuto inviare i propri brani a SRG SSR, che, tramite una giuria di 20 membri, ha poi selezionato, tra le 670 proposte, i 6 partecipanti all'evento.
La selezione nazionale è stata organizzata congiuntamente dalla Schweizerische Radio- und Fernsehgesellschaft (SRG SSR) e dalla Schweizer Radio und Fernsehen (SRF). 
Lo show si è tenuto in un'unica serata ospitata dallo Studio 1 di SRF a Zurigo e presentata da Sven Epiney. 
Il voto è stato composto per metà dal televoto su scala nazionale e per metà da 7 giurie nazionali (provenienti da Albania, Armenia, Francia, Germania, Islanda, Israele e Italia). 

### Giurie internazionali
Il voto delle giurie è stato composto dai punteggi assegnati da 7 giurie nazionali:
- Albania: Sokol Marsi, Sonila Djepaxhia, Klodian Qafoku, Elton Deda e Edmond Zhulali;
- Armenia: Gohar Gasparyan, Asatur Asatryan, Artsvik, Davit Tserunyan e Emma Asatryan;
- Francia: Edoardo Grassi, Dumé, Sebastien Barké, Enea e Margaux Savarit;
- Germania: Mairena Torres Schuster, Nina Straube, Markus Pingel, Stefan Spiegel e Roman Rätzke;
- Islanda: Felix Bergsson, Margrét Blöndal, Máni Svavarsson, Gísli Marteinn Baldursson e Hulda Geirsdóttir;
- Israele: Lev Liron, Zel Chaya, Litvin Eran, Shevach Meytal e Pinto Goel;
- Italia: Eddy Anselmi, Nicola Caligiore, Marta Cagnola, Chiara di Gianbattista e Andrea Bonetti.

## Partecipanti
La lista dei partecipanti è stata annunciata il 9 gennaio 2018:
| Artista         | Brano            | Lingua  | Traduzione           | Compositori                                                                                  |
| --------------- | ---------------- | ------- | -------------------- | -------------------------------------------------------------------------------------------- |
| Alejandro Reyes | Compass          | Inglese | Compasso             | Alejandro Reyes, Laurell Barker e Lars Christen                                              |
| Angie Ott       | A Thousand Times | Inglese | Un migliaio di volte | Jonas Gladnikoff, Sara Ljunggren e Glen Vella                                                |
| Chiara Dubey    | Secrets and Lies | Inglese | Segreti e bugie      | Chiara Dubey, Janie Price, Jeroen Swinnen, Darcy Proper e Sally Herbert                      |
| Naeman          | Kiss Me          | Inglese | Baciami              | Kate Northrop, Eric Lumiere, Ken Berglund e Alejandro Reyes                                  |
| Vanessa Iraci   | Redlights        | Inglese | Semafori rossi       | Borislav Milanov, Joacim Bo Persson, Johan Alkenäs, Jessica Ashley Karpov e Jesse Saint John |
| Zibbz           | Stones           | Inglese | Pietre               | Corinne Gfeller, Stefan Gfeller e Laurell Barker                                             |

## Finale
| Ordine | Artista         | Titolo           | Punteggio | Punteggio | Punteggio | Posizione |
| Ordine | Artista         | Titolo           | Televoto  | Giurie    | Totale    | Posizione |
| ------ | --------------- | ---------------- | --------- | --------- | --------- | --------- |
| 1      | Zibbz           | Stones           | 77        | 76        | 153       | 1         |
| 2      | Angie Ott       | A Thousand Times | 39        | 26        | 65        | 5         |
| 3      | Naeman          | Kiss Me          | 19        | 14        | 33        | 6         |
| 4      | Chiara Dubey    | Secrets and Lies | 44        | 22        | 66        | 4         |
| 5      | Alejandro Reyes | Compass          | 48        | 72        | 120       | 2         |
| 6      | Vanessa Iraci   | Redlights        | 25        | 42        | 67        | 3         |

## All'Eurovision Song Contest

### Verso l'evento
Gli Zibbz per sponsorizzare il proprio brano hanno preso parte a 4 eventi: il London Eurovision Party (Londra, 5 aprile 2018), l'Israel Calling (Tel Aviv, 8-11 aprile 2018), l'Eurovision in Concert (Amsterdam, 14 aprile 2018) e l'Eurovision Spain Pre-Party (Madrid, 20-21 aprile 2018).
Il 29 gennaio 2018 si è svolto il sorteggio per la composizione delle due semifinali e i rispettivi ordini di esibizione. La Svizzera è stata sorteggiata per l'esibizione nella prima semifinale al 17°, posto dopo l'Armenia di Sevak Khanagyan e prima dell'Irlanda di Ryan O'Shaughnessy.

### Performance
Il format dell'esibizione ha subito diversi cambiamenti rispetto a quello utilizzato per la selezione: Stefan Gfeller è rimasto alla batteria, mentre Corinne, in abiti country, gira l'ampio palco dell'Altice Arena cantando il brano. Il duo è stato affiancato da 3 coristi non presenti sul palco: Laurell Barker (autrice del brano), Nita Fernandes e Sabrina Kern.
La Svizzera si è esibita 17ª nella prima semifinale, classificandosi 13ª con 86 punti e non qualificandosi per la finale.

### Giuria e commentatori
La giuria svizzera per l'Eurovision Song Contest 2018 è stata composta da:
- Georg Schlunegger, produttore discografico, paroliere e presidente di giuria;
- Alizé Oswald, cantante;
- Michael Kinzer;
- Eva Bellomo, cantante;
- Nicola Kneringer, cantante.

L'evento è stato trasmesso dalle tre emittenti principali svizzere: le semifinali sono state trasmesse da SRF zwei con il commento in tedesco di Sven Epiney, da RSI LA2 con il commento in italiano di Clarissa Tami e Sebalter, e su RTS Deux con il commento in francese di Jean-Marc Richard e Nicolas Taner. Le finali, con i medesimi commentatori, sono state trasmesse da SRF 1, RSI LA1 e RTS Un. La portavoce dei voti della giuria in finale è stata Letícia Carvalho.

### Voto

#### Punti assegnati alla Svizzera
| Giurie 59 (10°)    | Giurie 59 (10°) | Giurie 59 (10°)                             | Giurie 59 (10°)                         | Giurie 59 (10°)                          |
| 12                 | 10              | 8                                           | 7                                       | 6                                        |
| ------------------ | --------------- | ------------------------------------------- | --------------------------------------- | ---------------------------------------- |
|                    |                 | - Belgio - Israele                          |                                         | - Repubblica Ceca - Lituania             |
| 5                  | 4               | 3                                           | 2                                       | 1                                        |
| - Croazia - Spagna | - Regno Unito   | - Armenia - Azerbaigian - Irlanda - Islanda | - Albania                               | - Austria - Finlandia - Grecia           |
| Televoto 27 (15°)  |                 |                                             |                                         |                                          |
| 12                 | 10              | 8                                           | 7                                       | 6                                        |
|                    |                 | - Austria                                   |                                         |                                          |
| 5                  | 4               | 3                                           | 2                                       | 1                                        |
|                    | - Finlandia     | - Portogallo                                | - Croazia - Estonia - Irlanda - Islanda | - Albania - Israele - Macedonia - Spagna |

#### Punti assegnati dalla Svizzera
| Punti | Giuria          | Televoto        |
| ----- | --------------- | --------------- |
| 12    | Estonia         | Austria         |
| 10    | Irlanda         | Albania         |
| 8     | Repubblica Ceca | Israele         |
| 7     | Lituania        | Cipro           |
| 6     | Austria         | Irlanda         |
| 5     | Israele         | Finlandia       |
| 4     | Cipro           | Croazia         |
| 3     | Bulgaria        | Repubblica Ceca |
| 2     | Finlandia       | Grecia          |
| 1     | Islanda         | Estonia         |

| Punti | Giuria     | Televoto   |
| ----- | ---------- | ---------- |
| 12    | Germania   | Serbia     |
| 10    | Estonia    | Portogallo |
| 8     | Lituania   | Italia     |
| 7     | Cipro      | Albania    |
| 6     | Irlanda    | Germania   |
| 5     | Svezia     | Israele    |
| 4     | Austria    | Austria    |
| 3     | Portogallo | Cipro      |
| 2     | Bulgaria   | Danimarca  |
| 1     | Israele    | Spagna     |